# سوسن دموي
السوسن الدموي (باللاتينية: Iris sanguinea) هو أحد أنواع السوسن من الفصيلة السوسنية.

## الموئل والانتشار
موطنه اليابان وكوريا.

## الوصف النباتي
لون الزهرة بنفسجي داكن.